# Jules de Gemmingen-Steinegg
Jules de Gemmingen-Steinegg (né le 20 octobre 1774 à Tiefenbronn et mort le 25 août 1842 à Stuttgart) est seigneur du château de Steinegg et seigneur de Biet et Hagenschieß. Il a acquis une renommée principalement grâce à son changement de confession en 1823.

## Biographie
Il est le fils de Charles-Joseph-Louis de Gemmingen (1736-1801) et de la comtesse Marie-Thérèse d'Unverzagt (1735-1790). Il devient seigneur en 1805 grâce à son mariage avec Anne-Marie de Gemmingen-Steinegg, fille du dernier descendant masculin de la lignée principale de Steinegg, et à la mort sans enfant de son frère Charles-Thierry, qui a épousé la sœur d'Anne-Marie, Marie-Antonie. En 1805, il réunit à nouveau le grand domaine de la lignée familiale Gemmingen-Steinegg, autrefois morcelé, dans la Biet et la Hagenschieß mais perd très vite la plupart de ses droits de noblesse à la suite du recès de la Diète d'Empire de 1803 et de la médiatisation des territoires chevaleresques immédiats. De 1819 à 1822, il est membre de la première chambre de la Diète du grand-duché de Bade en tant que représentant de la noblesse seigneuriale de la circonscription électorale en dessous de la Murg. Sous l'influence d'Aloys Henhöfer, il se convertit à l'Église évangélique en 1823. En 1830, il fait construire une église protestante à Mühlhausen et un presbytère avec un appartement pour les professeurs. Cependant, Henhöfer ne peut pas y travailler en tant que pasteur. Il vit dans le château de Steinegg jusqu'en 1835, date à laquelle il transmet la propriété à ses fils Gustave et Édouard et déménage à Stuttgart, où il meurt en 1842.

## Famille
Il est marié à Anna Maria (Marianne) von Gemmingen (1781-1858), fille du propriétaire de Steinegg et conseiller François de Gemmingen (de) (1746-1797). Le parent commun le plus proche du couple est Bernard de Gemmingen (de) (1448-1518), sous les descendants duquel la famille Steinegg s'est divisée en branches Steinegg et Tiefenbronn.
Enfants:
- Hermann (1803-1861) épouse Elisabeth von Kurnatowska
- Joseph (1804-1873) épouse  Friederike von Struve (1807-1890)
- Louise (1805-1878) épouse  Kaspar Schlatter
- Édouard (de) (1807-1884) épouse  Maria von Kleudgen (1809-1874)
- Gustave-Jean (1808-1895) épouse  Juliane Freiin von Gienanth (1811-1890)
- Sophie (1810-1888) épouse  Georg von Massenbach (1799-1885)
- Thekla (1813-1877) épouse  Gottlieb Tucher von Simmelsdorf
- Mathilde (1816-? ) épouse  August Tholuck (1799-1877)
- Élise (1818-? ) épouse  Georg von Römer